# Country-Musik 1929
Die Liste bietet eine Übersicht über das Jahr 1929 im Genre Country-Musik.

## Top-Hits des Jahres
- Farm Relief Song – Vernon Dalhart (als Al Craver)
- I'm Thinking Tonight of My Blue Eyes – The Carter Family
- Little Darling, Pal of Mine – The Carter Family
- Soldier's Joy – Gid Tanner and his Skillet Lickers
- The Utah Trail – Frank Luther & Carson Robison
- Waiting For a Train – Jimmie Rodgers

## Geboren
- 23. Juni – June Carter
- 09. Juli – Jesse McReynolds
- 12. August – Buck Owens
- 02. September – Cliff Gleaves
- 02. September – Charline Arthur
- 21. November – Billy Barton